# Lidocaina
La lidocaina (DCI), o lignocaina, è un farmaco usato comunemente come anestetico locale e anche come agente antiaritmico di classe IB secondo la classificazione di Vaughan-Williams.
È usata a livello topico per alleviare prurito o bruciore della pelle, mentre viene iniettata direttamente in interventi di chirurgia minore, in particolare di odontoiatria.

## Storia
La lidocaina fu sintetizzata per la prima volta sotto il nome di Xilocaina da Nils Löfgren nel 1943.
Il suo collega Bengt Lundqvist ha fatto i primi test su se stesso, iniettandosi l'anestetico. Il prodotto fu quindi commercializzato nel 1948.

## Avvertenze
La somministrazione di lidocaina come antiaritmico richiede cautela per gli effetti proaritmici del farmaco potenzialmente fatali. In questa classe di pazienti, inoltre sia il volume di distribuzione della lidocaina sia la sua eliminazione sono diminuiti e quindi la dose e.v. di carico e la velocità di infusione vanno diminuite per ridurre il rischio di livelli ematici troppo elevati e comparsa di tossicità.
L'Infusione intra-articolare continua non rientra fra gli impieghi approvati per la lidocaina. In seguito a sorveglianza post-marketing, la somministrazione in infusione continua intra-articolare di anestetici locali (nel 91% si trattava della bupivacaina) è stata associata a condrolisi, nella maggior parte dei casi (97%) a carico dell'articolazione della spalla. La condrolisi, necrosi e distruzione della cartilagine, è stata osservata dopo infusione intra-articolare (con o senza vasocostrittore) della durata di 48-72 ore ed è stata diagnosticata dopo una media di 8,5 mesi dall'infusione. Circa nella metà dei casi segnalati è stato necessario intervenire con artroscopia e artroplastica.
L'applicazione topica di lidocaina sotto forma di crema, unguento o gel, richiede cautela perché la quota di farmaco assorbita attraverso la pelle potrebbe indurre reazioni collaterali anche significative. Il rischio aumenta quando la lidocaina è applicata su ampie zone di cute, in concentrazione elevate e/o con bendaggio occlusivo (il bendaggio occlusivo aumenta la temperatura cutanea e favorisce l'assorbimento del farmaco). La FDA ha riportato la morte di due donne (22 e 25 anni), per arresto cardiaco, dopo applicazione con bendaggio occlusivo di lidocaina per ridurre il dolore causato da epilazione con laser. Entrambe le pazienti hanno manifestato convulsione, coma e successiva morte.
La lidocaina non è un farmaco di scelta in caso di anestesia spinale per il rischio di neurotossicità (sindrome neurologica transitoria). Preferire tetracaina o bupivacaina.
La lidocaina è inserita nell'elenco dei farmaci considerati di scelta per l'uso in gravidanza e viene giudicata sufficientemente sicura nelle donne che allattano. La FDA ha inserito la lidocaina in classe B. La classe B comprende i farmaci i cui studi riproduttivi sugli animali non hanno mostrato un rischio per il feto e per i quali non esistono studi controllati sull'uomo oppure i farmaci i cui studi sugli animali hanno mostrato un effetto dannoso (oltre a un decremento della fertilità) che non è stato confermato con studi controllati in donne nel I trimestre (e non c'è evidenza di danno nelle fasi avanzate della gravidanza)

## Farmacocinetica
La lidocaina, essendo un'amminoammide, ha un'azione più rapida e duratura degli altri anestetici locali del tipo degli amminoesteri come la procaina.
Viene metabolizzata per il 90% nel fegato dall'enzima CYP1A2 (e in modo minore dal CYP3A4) nei metaboliti monoetilglicinexilidide e glicinexilidide; il 10% viene eliminato come molecola intatta.
L'emivita della lidocaina è approssimativamente di 2 ore nella maggior parte dei pazienti. Il tempo può essere maggiore in pazienti con disfunzioni epatiche o insufficienza cardiaca.

## Farmacodinamica

### Anestesia
La lidocaina altera la depolarizzazione nei neuroni, bloccando i canali del sodio nella membrana cellulare. Con un blocco opportuno la membrana del neurone presinaptico non si depolarizza impedendo il potenziale d'azione, dando così un effetto anestetico.

## Uso clinico

### Indicazioni
La lidocaina è indicata per:
- Anestesia ad uso topico, per infiltrazione, oftalmica, epidurale e intratecale;
- Trattamento di gravi aritmie ventricolari, incluse fibrillazione ventricolare e tachicardia ventricolare associate ad arresto cardiaco e aritmie indotte da digitale.

### Controindicazioni
La lidocaina è controindicata in caso di:
- Blocco cardiaco di secondo o terzo grado
- Grave blocco senoatriale
- Cura in corso con chinidina, flecainide, disopiramide o procainamide (agenti antiaritmici di classe I)
- Ipotensione non dovuta all'aritmia
- Bradicardia
- Ritmo idioventricolare accelerato

### Reazioni avverse al farmaco
Le reazioni avverse alla lidocaina sono rare quando viene utilizzata come anestetico locale ed è somministrata correttamente.
L'esposizione sistemica ad eccessive quantità di lidocaina può avere effetti sul sistema nervoso centrale e cardiovascolare, quali tremore, vertigini, annebbiamento della vista, convulsioni; a concentrazioni maggiori si hanno perdita di conoscenza, insufficienza respiratoria e apnea. Tra i possibili effetti cardiovascolari vi sono ipotensione, bradicardia, aritmia e arresto cardiaco.
Le reazioni associate con l'uso intravenoso della lidocaina sono simili agli effetti tossici dell'esposizione sistemica. Sono strettamente dipendenti dal dosaggio e si presentano più frequentemente nell'infusione superiore ai 3 mg per minuto.
Tra gli effetti più comuni vi sono mal di testa, vertigini, sonnolenza, stato confusionale, acufene, tremori e/o parestesia.
Meno frequenti sono ipotensione, bradicardia, aritmia, arresto cardiaco, spasmi muscolari, convulsioni, coma e insufficienza respiratoria.

### Somministrazione
La lidocaina è disponibile sotto forma di:
- Anestetico locale per iniezione, talvolta combinato con l'epinefrina (ossia adrenalina);
- Iniezione intravenosa;
- Infusione intravenosa;
- Spray nasale (combinata con fenilefrina);
- Gel per uso orale;
- Liquido per uso orale;
- Gel per uso topico;
- Liquido per uso topico;
- Cerotto per uso topico;

## Additivo nella cocaina
La lidocaina è spesso aggiunta alla cocaina come adulterante. La cocaina insensibilizza le gengive quando utilizzata, e dal momento che la lidocaina provoca lo stesso effetto anche in modo maggiore, dà l'impressione di una cocaina di alta qualità, quando in realtà il prodotto è tagliato.